# 라노스테롤
라노스테롤(영어: lanosterol)은 4개의 고리가 있는 트라이테르페노이드이며, 모든 동물 및 균류의 스테로이드들은 라노스테롤을 통해 생성된다. 반면에 식물의 스테로이드들은 사이클로아르테놀을 통해 생성된다.
안약의 형태로 라노스테롤을 처음 사용한 연구자들 중에는 캉창(Kang Zhang)과 링차오(Ling Zhao) 등이 있다.

## 스테로이드 생성에서의 역할
효소 촉매 작용 하에서 라노스테롤 구조의 정교화는 스테로이드의 핵심 구조를 이끌어낸다. 사이토크롬 P450에 의한 라노스테롤의 탈메틸화는 결국 콜레스테롤을 생성시킨다.
|  |

최근의 연구에 따르면 라노스테롤은 포유류에서 백내장 형성을 막는데 도움이 될 수 있다는 것을 시사한다.

## 생합성
| 설명                                                                                                   | 그림 | 효소                         |
| --- | ---- | ---------------------------- |
| 두 분자의 파르네실 피로인산이 NADPH에 의한 환원으로 축합되어 스쿠알렌을 형성한다.                      |      | 스쿠알렌 생성효소            |
| 스쿠알렌은 스쿠알렌 2,3-에폭사이드(2,3-옥시도스쿠알렌)로 산화된다.                                     |      | 스쿠알렌 일산소화효소        |
| 스쿠알렌 2,3-에폭사이드는 프로토스테롤 양이온으로 전환되고, 최종적으로 라노스테롤로 전환된다. (단계 1) |      | 라노스테롤 생성효소 (단계 1) |
| (단계 2)                                                                                               |      | (단계 2)                     |

## 같이 보기
- 콜레스테롤
- 사이클로아르테놀
- 라노스테롤 14 α-디메틸레이스

## 참고 자료
- E. J. Corey, W. E. Russey, P. R. Ortiz de Montellano (1966). “2,3-Oxidosqualene, an Intermediate in the Biological Synthesis of Sterols from Squalene”. 《Journal of the American Chemical Society》 88 (20): 4750–4751. doi:10.1021/ja00972a056. PMID 5918046.
- I. Abe; M. Rohmer; G. D. Prestwich (1993). “Enzymatic cyclization of squalene and oxidosqualene to sterols and triterpenes”. 《Chemical Reviews》 93 (6): 2189–2206. doi:10.1021/cr00022a009.
- A. Eschenmoser, L. Ruzicka, O. Jeger, D. Arigoni (1955). “Zur Kenntnis der Triterpene. 190. Mitteilung. Eine stereochemische Interpretation der biogenetischen Isoprenregel bei den Triterpenen”. 《Helvetica Chimica Acta》 38 (7): 1890–1904. doi:10.1002/hlca.19550380728.